# Sébastien Vorbe
Pour les articles homonymes, voir Vorbe.
Sébastien Vorbe, né le 4 juin 1976 à Thomassin, est un footballeur haïtien. Il est le neveu de Philippe Vorbe, grande vedette du football haïtien des années 1970.

## Biographie

### Carrière en club
Formé au Violette AC, Sébastien Vorbe y est sacré champion en 1995 avant d'émigrer en 1997 aux États-Unis où il joue pour le FIU Panthers, club universitaire évoluant en NCAA.
Revenu au Violette AC en 1999, il décroche un deuxième titre puis repart en 2000 aux États-Unis, cette fois-ci afin de jouer pour le Los Angeles Galaxy, club de MLS. Il n'arrive pas à s'imposer et revient au Violette AC en 2001. Cette même année, il fait une pige au Roulado FC pour disputer quelques matchs du CFU Club Championship 2001.

### Carrière en sélection
International haïtien à huit reprises entre 1999 et 2000, Sébastien Vorbe dispute deux compétitions avec les Grenadiers : la Coupe caribéenne des nations en 1999, suivie de la Gold Cup, aux États-Unis, l'année suivante. Il marque un but face au Pérou lors de ce dernier tournoi.
En outre, il a l'occasion de jouer avec son pays deux matchs des éliminatoires de la Coupe du monde 2002, mais n'est plus convoqué en équipe nationale par la suite.
Buts en sélection
| Buts en sélection de Sébastien Vorbe | Buts en sélection de Sébastien Vorbe | Buts en sélection de Sébastien Vorbe           | Buts en sélection de Sébastien Vorbe | Buts en sélection de Sébastien Vorbe | Buts en sélection de Sébastien Vorbe | Buts en sélection de Sébastien Vorbe |
|                                      | Date                                 | Lieu                                           | Adversaire                           | Score                                | Résultat                             | Compétition                          |
| ------------------------------------ | ------------------------------------ | ---------------------------------------------- | ------------------------------------ | ------------------------------------ | ------------------------------------ | ------------------------------------ |
| 1.                                   | 6 juin 1999                          | Marvin Lee Stadium, Macoya (Trinité-et-Tobago) | Saint-Christophe-et-Niévès           | 1-0                                  | 2-0                                  | Coupe caribéenne 1999                |
| 2.                                   | 14 février 2000                      | Miami Orange Bowl, Miami (États-Unis)          | Pérou                                | 1-0                                  | 1-1                                  | Gold Cup 2000                        |

## Palmarès

### En club
- Violette AC
  - Champion d'Haïti en 1995 et 1999.

- Los Angeles Galaxy
  - Vainqueur de la Coupe des champions de la CONCACAF en 2000.